# Gougoune dorée
La Gougoune dorée est un tournoi annuel d'improvisation regroupant les huit meilleures équipes provenant d'écoles secondaires  francophones du Nouveau-Brunswick.

## Présentation
La première édition de la Gougoune dorée est présentée en 1990. Elle se déroule sur trois jours et se tient à un endroit différent à chaque année. Les huit équipes participantes au championnat provincial se qualifient lors de tournois régionaux qui le précèdent.

## Éditions
| #   | Année | Date        | École Hôtesse (Ville)                                                | École Championne (Ville)                   |
| --- | ----- | ----------- | -------------------------------------------------------------------- | ------------------------------------------ |
| 1   | 1990  | 02/18       | Centre scolaire-communautaire La Fontaine? (Négouac)                 | Cité des jeunes A.-M.-Sormany (Edmundston) |
| 2   | 1991  | 03/22-03/24 | Cité des jeunes A.-M.-Sormany (Edmundston)                           | Cité des jeunes A.-M.-Sormany (Edmundston) |
| 3   | 1992  | ?           | ?                                                                    | Cité des jeunes A.-M.-Sormany (Edmundston) |
| 4   | 1993  | ?           | ?                                                                    | Cité des jeunes A.-M.-Sormany (Edmundston) |
| 5   | 1994  | ?           | ?                                                                    | Cité des jeunes A.-M.-Sormany (Edmundston) |
| 6   | 1995  | ?           | Cité des jeunes A.-M.-Sormany (Edmundston)                           | Cité des jeunes A.-M.-Sormany (Edmundston) |
| 7   | 1996  | ?           | Polyvalente Roland-Pépin (Campbellton)                               | Cité des jeunes A.-M.-Sormany (Edmundston) |
| 8   | 1997  | ?           | Musée acadien de l'Université de Moncton (Moncton)                   | École Marie-Esther (Shippagan)             |
| 9   | 1998  | 04/03-04/05 | Musée acadien de l'Université de Moncton (Moncton)                   | École Aux Quatre Vents (Dalhousie)         |
| 10  | 1999  | ?           | ?                                                                    | Polyvalente Roland-Pépin (Campbellton)     |
| 11  | 2000  | ?           | Pavillon des Sciences Infirmières de Université de Moncton (Moncton) | École Aux Quatre Vents (Dalhousie)         |
| 12  | 2001  | ?           | Pavillon des Sciences Infirmières de Université de Moncton (Moncton) | Cité des jeunes A.-M.-Sormany (Edmundston) |
| 13  | 2002  | ?           | Pavillon des Sciences Infirmières de Université de Moncton (Moncton) | Cité des jeunes A.-M.-Sormany (Edmundston) |
| 14  | 2003  | ?           | ?                                                                    | École Mathieu-Martin (Dieppe)              |
| 15  | 2004  | ?           | ?                                                                    | Polyvalente Roland-Pépin (Campbellton)     |
| 16  | 2005  | 04/08-04/10 | Université de Moncton (Moncton)                                      | Polyvalente Roland-Pépin (Campbellton)     |
| 17  | 2006  | 04/07-04/09 | École L'Odyssée (Moncton)                                            | École Mathieu-Martin (Dieppe)              |
| 18  | 2007  | ?           | Polyvalente Roland-Pépin (Campbellton)                               | Polyvalente Roland-Pépin (Campbellton)     |
| 19  | 2008  | ?           | École Mathieu Martin (Dieppe)                                        | École Mathieu-Martin (Dieppe)              |
| 20  | 2009  | 04/?        | École Polyvalente Louis-Mailloux (Caraquet)                          | Polyvalente Roland-Pépin (Campbellton)     |
| 21  | 2010  | 04/09-04/11 | Cité des jeunes A.-M.-Sormany (Edmundston)                           | École L'Odyssée (Moncton)                  |
| 22  | 2011  | 05/06-05/08 | École Mathieu-Martin (Dieppe)                                        | École L'Odyssée (Moncton)                  |
| 23  | 2012  | 05/11-05/13 | Polyvalente Thomas-Albert (Grand-Sault)                              | Polyvalente Thomas-Albert (Grand-Sault)    |
| 24  | 2013  | 05/10-05/12 | Polyvalente W.-A.-Losier (Tracadie-Sheila)                           | Polyvalente Thomas-Albert (Grand-Sault)    |
| 25  | 2014  | 05/16-05/18 | École Aux Quatre Vents (Dalhousie)                                   | École Secondaire Népisiguit (Bathurst)     |
| 26  | 2015  | 05/01-05/03 | École Mathieu-Martin (Dieppe)                                        | École Mathieu-Martin (Dieppe)              |
| 27  | 2016  | 05/06-05/08 | Cité des jeunes A.-M.-Sormany (Edmundston)                           | École Aux Quatre Vents (Dalhousie)         |
| 28  | 2017  | 05/19-05/21 | Polyvalente Thomas-Albert (Grand-Sault)                              | École Louis-J.-Robichaud (Shédiac)         |
| 29  | 2018  | 05/25-05/27 | École St-Anne (Fredericton)                                          | Cité des jeunes A.-M.-Sormany (Edmundston) |
| 30  | 2019  | 05/24-05/26 | École Mathieu-Martin (Dieppe)                                        | École Aux quatre vents (Dalhousie)         |
| N/A | 2020  | 05/29-05/21 | Polyvalente W.-A.-Losier (Tracadie-Sheila)                           | Annulée à cause de la COVID-19             |
| 31  | 2022  | 05/20-05/22 | Polyvalente W.-A.-Losier (Tracadie-Sheila)                           | École Aux Quatre Vents (Dalhousie)         |
| 32  | 2023  | 05/26-05/28 | École Louis-J.-Robichaud (Shediac)                                   | École Mathieu-Martin (Dieppe)              |